# Списък на владетелите на Влахия
Това е списък на управителите на Княжество Влахия до обединението на Влашко и Молдова в обединено княжество Влашко и Молдова на дунавските княжества от 24 януари (стар стил) 1862 г.
Влашките войводи от втората половина на 13 век резидират в Куртя де Арджеш – бъдещата столица на Влахия. До 17 век официален език в княжеството и на канцеларията му е среднобългарския, а до самия му край използваната азбука е кирилицата – румънска кирилица.
За условно (но легендарно) начало на влашката автономия се счита края на царуването на търновския цар Иван Асен II, който се титулувал като владетел и на власите след присъединяването към Втората българска държава. Годината на смъртта на българския цар съвпада с големия татарски поход с опустошение на Югоизточна и Средна Европа, като край на монголското нашествие в Европа.
| Години на управление | Име | Румънско име | Династия | Бележки |
| --- | --- | --- | --- | --- |
| Легендарни войводи на Арджеш и Влахия | | | | |
| около 1241 г. | Мишеслав (Мислав, Мичислав, Михай) | Mişelav (Mislav, Micislav, Mihai) | Басараб (Боржигин ?) | войвода в Арджеш |
| ок. 1247 – ок. 1272/1275 | Сенеслав | Seneslav (Seneslau) | Басараб (Боржигин ?) | войвода в Арджеш |
| ок. 1272/1275 — 1279 | Литовой | Litovoi (Lytuoy) | Басараб (Боржигин ?) | войвода в Арджеш, също и войвода на Олтения (ок. 1247 – 1279) |
| 1279 – ок. 1290 | Бербат | Bărbat | Басараб (Боржигин ?) | войвода на Олтения и Арджеш, брат на Литовой |
| около 1290/1300 г. | Раду Негру (Раду Черния), или Негру Вода (Черния войвода) | Radu Negru (Radu Vodă, Negru Vodă) | Басараб (Боржигин ?) | легендарен войвода, според преданието основател на влашкото княжество (отъждествяван с Токомерий (Тихомир), Басараб I, Раду I), възможно е да е събирателен образ, тъй като документалните данни сочат за първи самостоятелен влашки владетел основателя на династията Басараб |
| ок. 1290 – ок. 1310 | Тихомир (Токомерий) | Thocomerius (Tihomir, Togomer, Totomer, Tugomir, Toq-Timur) | Басараб (Боржигин ?) | влашки войвода, баща на Басараб I |
| Владетели на Влахия | | | | |
| ок. 1310 – 1351/1352 | Иванко І Басараб | Basarab I Întemeietorul | Басараб | влашки войвода, първи влашки владетел (от 1324 г.); през 1330-те години завоюва независимостта на Влахия от короната на Св. Стефан с битката при Посада (войната през есента на 1330 г. и договор от 1344 г.) |
| 1351/1352 — 16 ноември 1364 | Николае I Александру | Nicolae I Alexandru | Басараб | син на Басараб I |
| 16 ноември 1364 – ок. 1377 | Владислав I Влайку | Vladislav I (Vlaicu Vodă) | Басараб | син на Николае I Александру |
| ок. 1377 – 1383 | Раду I | Radu I | Басараб | син на Николае I Александру |
| 1383 – 23 септември 1386 | Дан I | Dan I | Басараб, родоначалник на династичния клон Данещи | син на Раду I |
| 23 септември 1386 – 1394/1395 | Мирчо I Стария | Mircea I cel Bătrân | Басараб | син на Раду I, 1-ви път |
| 1394/1395 — декември 1396 | Влад I Узурпатор | Vlad I Uzurpatorul | | болярски избраник |
| Господари на Влахия | | | | |
| януари 1397 – 31 януари 1418 | Мирчо I Стария | Mircea I cel Bătrân (Mircea I cel Mare) | Басараб | 2-ри път |
| 31 януари 1418 – август 1420 | Михаил I | Mihail I | Басараб | син на Мирчо I Стария |
| август 1420 – есента на 1422 | Раду II Празнаглава | Radu II Prasnaglava | Басараб | син на Мирчо I Стария, 1-ви път |
| есента на 1422 – лятото на 1423 | Дан II | Dan II | Басараб-Данещи | син на Дан I, 1-ви път |
| лято на 1423 | Раду II Празнаглава | Radu II Prasnaglava | Басараб | 2-ри път |
| есента на 1423 – есента на 1424 | Дан II | Dan II | Басараб-Данещи | 2-ри път |
| есента на 1424 – 1426 | Раду II Празнаглава | Radu II Prasnaglava | Басараб | 3-ти път |
| есента на 1424 – януари 1427 | Дан II | Dan II | Басараб-Данещи | 3-ти път |
| януари 1427 – есента на 1427 | Раду II Празнаглава | Radu II Prasnaglava | Басараб | 4-ти път |
| есента на 1427 – февруари/март 1431 | Дан II | Dan II | Басараб-Данещи | 4-ти път |
| февруари/март 1431 – декември 1436 | Александру I Алдя | Alexandru I Aldea | Басараб | син на Мирчо I Стария |
| декември 1436 – 1442 | Влад II Дракул | Vlad II Dracul | Басараб, родоначалник на династичния клон Дракулещи | син на Мирчо I Стария, 1-ви път |
| 1442 | Мирчо II | Mircea II | Басараб-Дракулещи | син на Влад II Дракула, 1-ви път |
| юни 1442 – март 1443 | Басараб II | Basarab II | Басараб-Данещи | син на Дан II |
| март 1443 – ноември/декември 1447 | Влад II Дракул | Vlad II Dracul | Басараб-Дракулещи | 2-ри път |
| ноември/декември 1447 – октомври 1448 | Владислав II | Vladislav II | Басараб-Данещи | син на Дан II, 1-ви път |
| октомври – декември 1448 | Влад III Цепеш (Влад III Дракула) | Vlad III Ţepeş (Vlad III Drăculea) | Басараб-Дракулещи | син на Влад II Дракула |
| декември 1448 – 20 август 1456 | Владислав II | Vladislav II | Басараб-Данещи | 2-ри път |
| 22 август 1456 – декември 1462 | Влад III Цепеш (Влад III Дракула) | Vlad III Ţepeş (Vlad III Drăculea) | Басараб-Дракулещи | 2-ри път |
| декември 1462 – ноември 1473 | Раду III Красивия | Radu III Frumos | Басараб-Дракулещи | син на Влад II Дракула, 1-ви път |
| ноември – декември 1473 | Басараб III Стария (Лайота Басараб) | Basarab III Bătrân (Laiotă Basarab) | Басараб-Данещи | син на Дан II, 1-ви път |
| декември 1473 – пролетта на 1474 | Раду III Красивия | Radu III Frumos | Басараби-Дракулещи | 2-ри път |
| пролетта на 1474 | Басараб III Стария | Basarab III Bătrân (Laiotă Basarab) | Басараби-Данещи | 2-ри път |
| пролетта – септември 1474 | Раду III Красивия | Radu III Frumos | Басараби-Дракулещи | 3-ти път |
| септември – октомври 1474 | Басараб III Стария | Basarab III Bătrân (Laiotă Basarab) | Басараби-Данещи | 3-ти път |
| октомври 1474 – януари 1475 | Раду III Красивия | Radu III Frumos | Басараби-Дракулещи | 4-ти път |
| януари 1475 – 26 ноември 1476 | Басараб III Стария | Basarab III Bătrân (Laiotă Basarab) | Басараби-Данещи | 4-ти път |
| ноември – декември 1476 | Влад III Цепеш (Влад Дракула) | Vlad III Ţepeş (Vlad Drăculea) | Басараби-Дракулещи | 3-ти път |
| декември 1476 – ноември 1477 | Басараб III Стария | Basarab III cel Bătrân (Laiotă Basarab) | Басараби-Данещи | 5-и път |
| ноември 1477 – септември 1481 | Басараб IV Цепелуш Тинар (Младия) | Basarab IV Ţepeluş cel Tânăr | Басараби-Данещи | син на Басараб II, 1-ви път |
| август – септември 1481 | Мирчо III Дракул | Mircea III Miloş | Басараби-Дракулещи | незаконороден син на Влад III Цепеш |
| септември – ноември 1481 | Влад IV Монах (Калугарул) | Vlad IV Călugărul | Басараби-Дракулещи | син на Влад II Дракул, 1-ви път |
| ноември 1481 – април 1482 | Басараб IV Цепелуш Тинар (Младия) | Basarab IV Ţepeluş cel Tânăr | Басараби-Данещи | 2-ри път |
| април 1482 – ноември 1495 | Влад IV Монах | Vlad IV Călugărul | Басараби-Дракулещи | 2-ри път |
| ноември 1495 – април 1508 | Раду IV Велики | Radu IV cel Mare | Басараби-Дракулещи | син на Влад IV Монах |
| април 1508 – 29 октомври 1509 | Михня I Реу (Злия) | Mihnea I cel Rău | Басараби-Дракулещи | син на Влад III Цепеш |
| 29 октомври 1509 – февруари 1510 | Мирчо III | Mircea III Miloş | Басараби-Дракулещи | син на Михня I Реу |
| февруари 1510 – 23 януари 1512 | Влад V Тинар (Младия) | Vlad V cel Tânăr | Басараби-Дракулещи | син на Влад IV Монах |
| 23 януари 1512 – 15 септември 1521 | Нягое I Басараб | Neagoe I Basarab | Крайовеску | болярски избраник |
| 15 септември – октомври 1521 | Тедош (Теодосий) I | Teodosie I | Крайовеску | син на Нягое I Басараб, 1-ви път |
| октомври – ноември 1521 | Влад VI Драгомир Калугарул (Монах) | Vlad VI (Dragomir Călugărul) | Басараби-Дракулещи (?) | възможно е да е извънбрачен син на Влад V Тинар |
| ноември 1521 – декември 1522 | Тедош (Теодосий) I | Teodosie I | Крайовеску | 2-ри път |
| декември 1522 – април 1523 | Раду V Афумати | Radu V de la Afumaţi | Басараби-Дракулещи | син на Раду IV Велики, 1-ви път |
| април – ноември 1523 | Владислав III | Vladislav III | Басараби-Данещи | внук на Владислав II, 1-ви път |
| ноември 1523 – януари 1524 | Раду VI Бадика | Radu VI Bădica | Басараби-Дракулещи | син на Раду IV Велики |
| януари – юни 1524 | Раду V Афумати | Radu V de la Afumaţi | Басараби-Дракулещи | 2-ри път |
| юни – септември 1524 | Владислав III | Vladislav III | Басараби-Данещи | 2-ри път |
| септември 1524 – април 1525 | Раду V Афумати | Radu V de la Afumaţi | Басараби-Дракулещи | 3-ти път |
| април – август 1525 | Владислав III | Vladislav III | Басараби-Данещи | 3-ти път |
| август 1525 – 2 януари 1529 | Раду V Афумати | Radu V de la Afumaţi | Басараби-Дракулещи | 4-ти път |
| януари – февруари/март 1529 | Басараб V | Basarab V | Басараби или Крайовеску | правнук на Михаил I, а според друга версия – потомък на Нягое I Басараб |
| февруари/март 1529 – юни 1530 | Мойсе I | Moise I | Басараби-Данещи | син на Владислав III |
| юни 1530 – 18 септември 1532 | Влад VII Инекатул (удавен) | Vlad VII Înecatul | Басараби-Дракулещи | син на Влад V Тинар |
| септември 1532 – септември 1534 | Влад VIII Винтила | Vlad VIII Vintilă | Басараби-Дракулещи | син на Раду IV Велики, 1-ви път |
| септември 1534 – ноември 1534 | Раду VII Паисий (Петър от Арджеш) | Radu VII Paisie (Petru de la Argeş) | Басараби-Дракулещи | син на Раду IV Велики, 1-ви път |
| ноември 1532 – 10 юни 1535 | Влад VIII Винтила | Vlad VIII Vintilă | Басараби-Дракулещи | 2-ри път |
| юни 1535 – март 1545 | Раду VII Паисий (Петър от Арджеш) | Radu VII Paisie (Petru de la Argeş) | Басараби-Дракулещи | 2-ри път |
| март 1545 – 16 ноември 1552 | Мирчо V Чобан | Mircea V Ciobanul | Басараби-Дракулещи | син на Раду IV Велики, 1-ви път |
| ноември 1552 – май 1553 | Раду VIII Илие Хайдеул (Хайдутин) | Radu Ilie Haidăul | Басараби-Дракулещи | син на Раду V Афумати |
| май 1553 – 28 февруари 1554 | Мирчо V Чобан | Mircea V Ciobanul | Басараби-Дракулещи | 2-ри път |
| март 1554 – 26 декември 1557 | Петру (Петрешку) I Добрия | Pătraşcu I cel Bun | Басараби-Дракулещи | син на Раду VI Паисий |
| януари 1558 – 21 септември 1559 | Мирчо V Чобан | Mircea V Ciobanul | Басараби-Дракулешти | 3-ти път |
| 21 септември 1559 – юни 1568 | Петру II Младия | Petru cel Tânăr | Басараби-Дракулещи | син на Мирчо V Чобан |
| юни 1568 – април 1574 | Александру II Мирчо | Alexandru II Mircea | Басараби-Дракулещи | син на Мирчо III, 1-ви път |
| май 1574 | Винтила | Vintilă I | Басараби-Дракулещи | син на Петрешку I Добрия |
| май 1574 – 11 септември 1577 | Александру II Мирчо | Alexandru II Mircea | Басараби-Дракулещи | 2-ри път |
| септември 1577 – юли 1583 | Михня II Турчин (Туркитул) | Mihnea II Turcitul | Басараби-Дракулещи | син на Александру II Мирчо, 1-ви път |
| 29 август 1583 – 16 април 1585 | Петру III Церцел | Petru III Cercel | Басараби-Дракулещи | син на Петрешку I Добрия |
| април 1585 – май 1591 | Михня II Турчин (Туркитул) | Mihnea II Turcitul | Басараби-Дракулещи | 2-ри път |
| май 1591 – август 1592 | Стефан I Глухия | Ştefan I Surdul | | син на владетеля на Молдова Йоан Лютий (Йоан Водя Лютий) |
| август 1592 – септември 1593 | Александру III Злия | Alexandru III cel Rău | Мушати | от юни 1592 – владетел на Молдова под името Александър IV |
| септември 1593 – октомври 1600 | Михай (Михаил) II Храбрий | Mihai II Viteazul | Басараби-Дракулещи | син на Петрешку I Добрия; също и Михай (Михаил) I, принц на Трансилвания (1 ноември 1599 – 20 септември 1600) и владетел на Молдова (май – септември 1600) |
| 1599 – октомври 1600 | Николай I Петрешку | Nicolae I Pătraşcu | Басараби-Дракулещи | син и съуправител на Михай II Храбрия |
| октомври 1600 – 3 юни 1601 | Симеон I Могила | Simion I Movilă | Могили | от болярски род, 1-ви път |
| септември 1601 – март 1602 | Раду IX Михня | Radu IX Mihnea | Басараби-Дракулещи | син на Михня II Турчин, владетел на Молдова под името Раду I (26 юли 1616 – 9 февруари 1619 – 1-ви път, 4 август 1623 – 20 януари 1626 – 2-ри път), 1-ви път |
| март – август 1602 | Симеон I Могила | Simion I Movilă | Могили | 2-ри път |
| август 1602 – декември 1610 | Раду X Щербан | Radu X Şerban | Крайовеску | от болярски род, 1-ви път |
| януари – март 1611 | Габриел Батори | Gabriel I Bathory | Батори (род) | принц на Трансильвния под името Габор (Гавриил) I Батор(и) (1608 – 13(17?) октомври 1613) |
| март – май 1611 | Раду IX Михня | Radu IX Mihnea | Басараби-Дракулещи | 2-ри път |
| юни – септември 1611 | Раду X Щербан | Radu X Şerban | Крайовеску | 2-ри път |
| 12 септември 1611 – август 1616 | Раду IX Михня | Radu IX Mihnea | Басараби-Дракулещи | 3-ти път |
| август 1616 | Гаврил II Могила | Gavril II Movilă | Могили | син на Симеон I Могила, 1-ви път |
| септември 1616 – май 1618 | Александру IV Илияш | Alexandru IV Iliaş | | син на владетеля на Молдова Александър III, владетел на Молдова под името Александър (Александру) VI (10 септември 1620 – октомври 1621 – 1-ви път, декември 1631 – април 1633 – 2-ри път), 1-ви път |
| юни 1618 – юли 1620 | Гаврил II Могила | Gavril II Movilă | Могили | 2-ри път |
| август 1620 – август 1623 | Раду IX Михня | Radu IX Mihnea | Басараби-Дракулещи | 4-ти път |
| 14 август 1623 – 3 ноември 1627 | Александру V Коконул | Alexandru V Coconul | Басараби-Дракулещи | син на Раду IX Михня, владетел на Молдова под името Александър VII (лятото на 1629 – 29 април 1630) |
| ноември 1627 – октомври 1629 | Александру IV Илияш | Alexandru IV Iliaş | | 2-ри път |
| октомври 1629 – юли 1632 | Леон I Томша | Leon I Tomşa | | син на владетеля на Молдова Стефан (Щефан) IX Томша |
| юни – септември 1632 | Раду XI Илияш | Radu XI Iliaş | | син на Александру IV Илияш |
| юли 1632 – 9 април 1654 | Матей I Басараб | Matei I Basarab | Брънковяну (Крайовеску)? | |
| 9 април 1654 – 26 януари 1658 | Константин I Щербан Басараб | Constantin I Şerban Basarab | Крайовеску | извънбрачен син на Раду X Щербан |
| март 1658 – ноември 1659 | Михня III | Mihnea III | Басараби-Дракулещи | син на Раду IX Михня |
| 20 ноември 1659 – 1 септември 1660 | Георге Гика | Gheorghe I Ghica | Гика | който също е и владетел на Молдова под името Георги II (3 март 1658 – 2 ноември 1659), родоначалник на династията Гика |
| 1 септември 1660 – ноември 1664 | Григоре I Гика | Grigore I Ghica | Гика | син на Георге Гика, 1-ви път |
| ноември 1664 – март 1669 | Раду XII Леон | Radu XII Leon | | син на Леон I Томша |
| март 1669 – февруари 1672 | Антоний I Попещи | Antonie I din Popeşti | | |
| февруари 1672 – ноември 1673 | Григоре I Гика | Grigore I Ghica | Гика | 2-ри път |
| декември 1674 – ноември 1678 | Георги II Дука | Gheorghe II Duca | Дука | |
| ноември 1678 – октомври 1688 | Щербан I Кантакузин | Şerban I Cantacuzino | Кантакузин | |
| октомври 1688 – 24 март 1714 | Константин II Бранковяну | Constantin II Brâncoveanu | Брънковяну | |
| 25 март 1714 – 25 декември 1715 | Стефан Кантакузин | Ştefan II Cantacuzino | Кантакузин | |
| Управление на фанариотите (1715 – 1821) | | | | |
| 25 декември 1715 – 25 ноември 1716 | Николай II Маврокордат | Nicolae II Mavrocordat | Маврокордато | 1-ви път; той е и владетел на Молдова под името Николай I (25 януари – 21 ноември 1710 – 1-ви път и 8 ноември 1711 – 25 декември 1715 – 2-ри път) |
| 2 декември 1716 – 6 март 1719 | Йоан I Маврокордат | Ioan I Mavrocordat | Маврокордато | брат на Николай II Маврокордат; той е и владетел на Молдова под името Йоан IV (26 септември – 8 ноември 1711) |
| март 1719 – 3 септември 1730 | Николай II Маврокордат | Nicolae II Mavrocordat | Маврокордато | 2-ри път |
| 3 септември 1730 – 4 октомври 1730 | Константин III Маврокордат | Constantin III Mavrocordat | Маврокордато | син на Николай Маврокордат, 1-ви път; той е и владетел на Молдова под името Константин IV (5 април 1733 – 16 ноември 1735 – 1-ви път, 13 септември 1741 – 20 юли 1743 – 2-ри път, април 1748 – 20 август 1749 – 3-ти път и 18 юни – 23 ноември 1769 (умира) – 4-ти път) |
| октомври 1730 – 2 октомври 1731 | Михай (Михаил) II Раковица | Mihai II Racoviţă | Раковица | 1-ви път; той е и владетел на Молдова под името Михаил III (септември 1703 – 12 февруари 1705 – 1-ви път, 20 юли 1707 – 17 октомври 1709 – 2-ри път и 25 декември 1715 – 25 септември 1726 – 3-ти път) |
| 2 октомври 1731 – 5 април 1733 | Константин III Маврокордат | Constantin III Mavrocordat | Маврокордато | 2-ри път |
| 5 април 1733 – 16 ноември 1735 | Григоре II Гика | Grigore II Ghica | Гика | Внук на Григорий I Гика, 1-ви път; той е също така владетел на Молдова Григорий I (26 септември 1726 – 5 април 1733 – 1-ви път, 16 ноември 1735 – 3 септември 1739 – 2-ри път, края на септември 1739 – 13 септември 1741 – 3-ти път и май 1747 – април 1748 – 4-ти път) |
| 16 ноември 1735 – септември 1741 | Константин III Маврокордат | Constantin III Mavrocordat | Маврокордато | 3-ти път |
| септември 1741 – юли 1744 | Михай (Михаил) II Раковица | Mihai II Racoviţă | Раковица | 2-ри път |
| юли 1744 – април 1748 | Константин III Маврокордат | Constantin III Mavrocordat | Маврокордато | 4-ти път |
| април 1748 – 23 август 1752 | Григоре II Гика | Grigore II Ghica | Гика | 2-ри път |
| 11 септември 1752 – 22 юни 1753 | Матей II Гика | Matei II Ghica | Гика | син Григоре II Гика; той е също така е владетел на Молдова под името Матей I (22 юни 1753 – 8 февруари 1756) |
| юни 1753 – 28 февруари 1756 | Константин IV Раковица | Constantin IV Racoviţă | Раковица | син на Михай II Раковица, 1-ви път; той е също така владетел на Молдова под името Константин V (септември (?) 1749 – 22 юни 1753 – 1-ви път и 8 февруари 1756 – 2 март 1757 – 2-ри път) |
| 20 февруари 1756 – 7 септември 1758 | Константин III Маврокордат | Constantin III Mavrocordat | Маврокордато | 5-и път |
| 3 август 1758 – 5 юни 1761 | Скарлат I Гика | Scarlat I Ghica | Гика | син на Григоре II Гика, 1-ви път; той е също така владетел на Молдова (2 март 1757 – август 1758) |
| 11 юни 1761 – 9 март 1763 | Константин III Маврокордат | Constantin III Mavrocordat | Маврокордато | 6-и път |
| 9 март 1763 – 28 януари / 8 февруари 1764 | Константин IV Раковица | Constantin IV Racoviţă | Раковица | 2-ри път |
| 8 февруари 1764 – 29 август 1765 | Стефан (Щефан) III Раковица | Ştefan III Racoviţă | Раковица | син на Михай II Раковица |
| 18 август 1765 – 2 декември 1766 | Скарлат I Гика | Scarlat I Ghica | Гика | 2-ри път |
| 12 декември 1766 – 28 октомври 1768 | Александру VI Гика | Alexandru VI Ghica | Гика | син на Скарлат I Гика |
| 28 октомври 1768 – 5 ноември 1769 | Григоре III Гика | Grigore III Ghica | Гика | син на Александру VI Гика |
| 5 ноември 1769 – 21 юли 1774 | Първа руска военна администрация. | Първа руска военна администрация. | Първа руска военна администрация. | Първа руска военна администрация. |
| май 1770 – октомври 1771 | Маноле Русет | Emanuel I Giani Ruset | | той е също така владетел на Молдова (май – октомври 1788 (формално – до своята смърт през 1789)) |
| 5 ноември 1769 – 21 юли 1774 | Втора руска военна администрация. | Втора руска военна администрация. | Втора руска военна администрация. | Втора руска военна администрация. |
| 15 септември 1774 – февруари 1782 | Александру VII Старий Ипсиланти | Alexandru VII Ipsilanti | Ипсиланти | 1-ви път; той е също така владетел на Молдова под името Александър X (декември 1786 – 8 април 1788) |
| 15 януари 1782 – 17 юли 1783 | Николай III Караджа | Nicolae III Caradja | Караджа | |
| 17 юли 1783 – 26 март 1786 | Михай III „Дракон“ Старий Суцу | Mihai III Suţu | Суцу | 1-ви път; той е също така владетел на Молдова под името Михаил IV (март 1792 – 25 април 1795) |
| 26 март 1786 – 19 юни 1790 | Николай IV Маврогени | Nicolae IV Mavrogheni | Маврогени | |
| 5 ноември 1789 – 24 юли 1791 | Руско-австрийска окупация. | Руско-австрийска окупация. | Руско-австрийска окупация. | Руско-австрийска окупация. |
| юни 1790 – март 1791 | Австрийска военна администрация. | Австрийска военна администрация. | Австрийска военна администрация. | Австрийска военна администрация. |
| март 1791 – януари 1793 | Михай III „Дракон“ Старий Суцу | Mihai III Suţu | Суцу | 2-ри път |
| януари 1793 – 28 август 1796 | Александър VIII Мурузи | Alexandru VIII Moruzi | Мурузи | 1-ви път; той е също така владетел на Молдова под името Александър XI (30 декември 1791 – март 1792 – 1-ви път, 28 октомври 1802 – 12 август 1806 – 2-ри път и 5 октомври 1806 – 7 март 1807 – 3-ти път) |
| 28 август 1796 – 28 ноември 1797 | Александру VII Старий Ипсиланти | Alexandru VII Ipsilanti | Ипсиланти | 2-ри път |
| 28 ноември 1797 – 10 февруари 1799 | Константин V Ханджери | Constantin V Hangerli | Ханджери | |
| 10 февруари 1799 – 8 октомври 1801 | Александър VIII Мурузи | Alexandru VIII Moruzi | Мурузи | 2-ри път |
| 8 октомври 1801 – 10 май 1802 | Михай III „Дракон“ Старий Суцу | Mihai III Suţu | Суцу | 3-ти път |
| 2 юли – 30 август 1802 | Александър IX Суцу | Alexandru IX Suţu | Суцу | 1-ви път; той е също така владетел на Молдова под името Александър XIII (28 юни 1801 – 19 септември 1802) |
| 1 септември 1802 – 24 август 1806 | Константин VI Ипсиланти | Constantin VI Ipsilanti | Ипсиланти | 1-ви път; той е също така владетел на Молдова под името Константин VII (7 март 1799 – 28 юни 1801) |
| 24 август 1806 – 15 октомври 1806 | Александър IX Суцу | Alexandru IX Suţu | Суцу | 2-ри път |
| 15 октомври 1806 – 16 август 1807 (с прекъсване между 19 май – 27 юли 1807) | Константин VI Ипсиланти | Constantin VI Ipsilanti | Ипсиланти | 2-ри път; |
| ноември 1806 – 16 май 1812 | Руска окупация и трета руска военна администрация. | Руска окупация и трета руска военна администрация. | Руска окупация и трета руска военна администрация. | Руска окупация и трета руска военна администрация. |
| 27 август 1812 – 29 септември 1818 | Йоан II Караджа | Ioan II Caradja | Караджа | |
| 4 ноември 1818 – 19 януари 1821 | Александър IX Суцу | Alexandru IX Suţu | Суцу | 3-ти път |
| февруари – юни 1821 | Скарлат II Калимахи | Scarlat II Callimachi | Калимахи | |
| 19 януари – 21 март 1821 | Управление на Дивана на Влахия. | Управление на Дивана на Влахия. | Управление на Дивана на Влахия. | Управление на Дивана на Влахия. |
| 21 март – 15 май 1821 | Управление на съвет под ръководството на революционния лидер Тудор Владимиреску по време на влашкото въстание. | Управление на съвет под ръководството на революционния лидер Тудор Владимиреску по време на влашкото въстание. | Управление на съвет под ръководството на революционния лидер Тудор Владимиреску по време на влашкото въстание. | Управление на съвет под ръководството на революционния лидер Тудор Владимиреску по време на влашкото въстание. |
| 15 май 1821 – 9 юни 1822 | Османска окупация. | Османска окупация. | Османска окупация. | Османска окупация. |
| Управление на наместници назначени от Руската империя, съгласувано с Османската империя, и на местните боляри /съгласно Органическия регламент/ (30 юни (12 юли) 1822 – 13 юни 1848) | | | | |
| 30 юни 1822 – 29 април 1828 | Григоре IV Гика | Grigore IV Ghica | Гика | внук-племенник на Григоре III Гика |
| 2 април 1828 – 2 април 1834 | Четвърта руска военна администрация (Глава (председател на диваните на Влахия и Молдова): до пролетта на 1829 – генерал от кавалерията граф Фьодор Пален; пролетта – септември 1829 – бившия киевски военен губернатор Пьотър Желтухин; от септември 1829 – генерал-лейтенант (с април 1834 – генерал от инфантерията) граф Павел Дмитриевич Кисельов. | Четвърта руска военна администрация (Глава (председател на диваните на Влахия и Молдова): до пролетта на 1829 – генерал от кавалерията граф Фьодор Пален; пролетта – септември 1829 – бившия киевски военен губернатор Пьотър Желтухин; от септември 1829 – генерал-лейтенант (с април 1834 – генерал от инфантерията) граф Павел Дмитриевич Кисельов. | Четвърта руска военна администрация (Глава (председател на диваните на Влахия и Молдова): до пролетта на 1829 – генерал от кавалерията граф Фьодор Пален; пролетта – септември 1829 – бившия киевски военен губернатор Пьотър Желтухин; от септември 1829 – генерал-лейтенант (с април 1834 – генерал от инфантерията) граф Павел Дмитриевич Кисельов. | Четвърта руска военна администрация (Глава (председател на диваните на Влахия и Молдова): до пролетта на 1829 – генерал от кавалерията граф Фьодор Пален; пролетта – септември 1829 – бившия киевски военен губернатор Пьотър Желтухин; от септември 1829 – генерал-лейтенант (с април 1834 – генерал от инфантерията) граф Павел Дмитриевич Кисельов. |
| 2 април (назначен на 21 март) 1834 – 7 октомври 1842 | Александър XI Дмитрий Гика | Alexandru Dimitrie Ghica | Гика | Свален от руската армия през октомври 1842 г. |
| 20 декември 1842 – 13 юни 1848 | Георгий III Дмитрий Бибеску | Gheorghe Dimitrie Bibesku | Бибеску | |
| 13 юни – 13 септември 1848 | Управление на временно правителство; глава: митрополит на Влахия Неофит II (13 юни – 28 юни, 30 юни – 28 юли) и членове: Теодор Вакареску и Емануил Баляну (28 юни – 30 юни); локално правителство: Йон Елиаде-Радулеску, Николае Голеску и Кристиан Тел (28 юли – 13 септември). | Управление на временно правителство; глава: митрополит на Влахия Неофит II (13 юни – 28 юни, 30 юни – 28 юли) и членове: Теодор Вакареску и Емануил Баляну (28 юни – 30 юни); локално правителство: Йон Елиаде-Радулеску, Николае Голеску и Кристиан Тел (28 юли – 13 септември). | Управление на временно правителство; глава: митрополит на Влахия Неофит II (13 юни – 28 юни, 30 юни – 28 юли) и членове: Теодор Вакареску и Емануил Баляну (28 юни – 30 юни); локално правителство: Йон Елиаде-Радулеску, Николае Голеску и Кристиан Тел (28 юли – 13 септември). | Управление на временно правителство; глава: митрополит на Влахия Неофит II (13 юни – 28 юни, 30 юни – 28 юли) и членове: Теодор Вакареску и Емануил Баляну (28 юни – 30 юни); локално правителство: Йон Елиаде-Радулеску, Николае Голеску и Кристиан Тел (28 юли – 13 септември). |
| 13 септември 1848 – април 1851 | Османско-руска окупация (Балто-Лиманската конвенция) между Руската империя и Османската империя от 19 април 1849 г.); командващи войските: от османска страна – Омер паша Латас; от руска страна генералът от инфантерията (от 10 октомври 1843 г.) граф Александър Николаевич Лидерс; фактически управлението осъществява пълномощния комисар на Русия във Влахия и Молдова: генерал-лейтенант (с 3 април 1849) Александър Осипович Дюгамел (от 30 август 1861 – генерал от инфантерията) и от Османската империя – Талаат ефенди; през април 1851 г. Руската империя и Османската империи извеждат войските си от Влахия. | Османско-руска окупация (Балто-Лиманската конвенция) между Руската империя и Османската империя от 19 април 1849 г.); командващи войските: от османска страна – Омер паша Латас; от руска страна генералът от инфантерията (от 10 октомври 1843 г.) граф Александър Николаевич Лидерс; фактически управлението осъществява пълномощния комисар на Русия във Влахия и Молдова: генерал-лейтенант (с 3 април 1849) Александър Осипович Дюгамел (от 30 август 1861 – генерал от инфантерията) и от Османската империя – Талаат ефенди; през април 1851 г. Руската империя и Османската империи извеждат войските си от Влахия. | Османско-руска окупация (Балто-Лиманската конвенция) между Руската империя и Османската империя от 19 април 1849 г.); командващи войските: от османска страна – Омер паша Латас; от руска страна генералът от инфантерията (от 10 октомври 1843 г.) граф Александър Николаевич Лидерс; фактически управлението осъществява пълномощния комисар на Русия във Влахия и Молдова: генерал-лейтенант (с 3 април 1849) Александър Осипович Дюгамел (от 30 август 1861 – генерал от инфантерията) и от Османската империя – Талаат ефенди; през април 1851 г. Руската империя и Османската империи извеждат войските си от Влахия. | Османско-руска окупация (Балто-Лиманската конвенция) между Руската империя и Османската империя от 19 април 1849 г.); командващи войските: от османска страна – Омер паша Латас; от руска страна генералът от инфантерията (от 10 октомври 1843 г.) граф Александър Николаевич Лидерс; фактически управлението осъществява пълномощния комисар на Русия във Влахия и Молдова: генерал-лейтенант (с 3 април 1849) Александър Осипович Дюгамел (от 30 август 1861 – генерал от инфантерията) и от Османската империя – Талаат ефенди; през април 1851 г. Руската империя и Османската империи извеждат войските си от Влахия. |
| 13 септември 1848 – юни 1849 | Каймакам Константин Кантакузино | Constantin Cantacuzino | Кантакузино | |
| 16 юни 1848 – 17 октомври 1853 (фактически: юни 1849 – 21 юни 1853) | Барбу I Дмитрий Щирбей | Barbu Ştirbei | Щирбей | 1-ви път |
| 21 юни 1853 – 31 юли 1854 | Руска окупация и пета руска военна администрация; глава – главнокомандващия руските войски на Дунава, генерал-фелдмаршал светлейший княз Варшавский и граф Иван Федорович Паскевич-Ериванский; от май 1854 г., предвид негова тежка контузия, го заменя генерала от артилерията княз Михаил Дмитриевич Горчаков. | Руска окупация и пета руска военна администрация; глава – главнокомандващия руските войски на Дунава, генерал-фелдмаршал светлейший княз Варшавский и граф Иван Федорович Паскевич-Ериванский; от май 1854 г., предвид негова тежка контузия, го заменя генерала от артилерията княз Михаил Дмитриевич Горчаков. | Руска окупация и пета руска военна администрация; глава – главнокомандващия руските войски на Дунава, генерал-фелдмаршал светлейший княз Варшавский и граф Иван Федорович Паскевич-Ериванский; от май 1854 г., предвид негова тежка контузия, го заменя генерала от артилерията княз Михаил Дмитриевич Горчаков. | Руска окупация и пета руска военна администрация; глава – главнокомандващия руските войски на Дунава, генерал-фелдмаршал светлейший княз Варшавский и граф Иван Федорович Паскевич-Ериванский; от май 1854 г., предвид негова тежка контузия, го заменя генерала от артилерията княз Михаил Дмитриевич Горчаков. |
| 8 – 19 август 1854 | Османска окупация; глава: командващия османските войски на Дунава – Омер паша Латас | Османска окупация; глава: командващия османските войски на Дунава – Омер паша Латас | Османска окупация; глава: командващия османските войски на Дунава – Омер паша Латас | Османска окупация; глава: командващия османските войски на Дунава – Омер паша Латас |
| 19 август 1854 – 25 март 1856 | Австрийска окупация и австрийска военна администрация; глава: главнокомандващия австрийските войски на Дунава – Йохан Баптист Коронини-Кронберг | Австрийска окупация и австрийска военна администрация; глава: главнокомандващия австрийските войски на Дунава – Йохан Баптист Коронини-Кронберг | Австрийска окупация и австрийска военна администрация; глава: главнокомандващия австрийските войски на Дунава – Йохан Баптист Коронини-Кронберг | Австрийска окупация и австрийска военна администрация; глава: главнокомандващия австрийските войски на Дунава – Йохан Баптист Коронини-Кронберг |
| 5 октомври 1854 – 25 март 1856 | Барбу I Дмитрий Щирбей | Barbu Ştirbei | Щирбей | 2-ри път |
| 29 юли 1856 – 30 октомври 1858 | Каймакам Александър XI Дмитрий Гика | Alexandru Dimitrie Ghica | Гика | |
| 30 октомври 1858 – 24 януари (5 февруари) 1859 | Трима каймакама: Йоан Ману, Емануил Баляну, Йоан Филипеску | Căimăcămia de trei: Ioan Manu, Emanuel Baleanu, Ioan Alexandru Filipesku | | |
| 23 (24?) януари (5 февруари) 1859 – 24 януари (5 февруари) 1862 | Александър (Александру) XII Йоан Куза; той е също така княз на Обединеното княжество Влашко и Молдова (обединени в княжество Румъния в периода: 24 януари /стар стил/ (5 февруари) 1862 – 11 (23) февруари 1866 г.; като княз на Румъния носи името Александър I | Alexandru Ioan Cuza | Куза | той е също така владетел на Молдова: Александър (Александру) XVI в периода: 5 (17) януари 1859 – 24 януари (5 февруари) 1862 г. |

На 20 ноември (по стар стил) 1861 г. Високата порта издава „Ферман за административното устройство на Молдова и Влахия“, който утвърждава политическото и административното обединение Молдова и Влахия като автономна територия, намираща се в състава на Османската империя.
На 11 (23) декември 1861 г. Александру Йоан Куза, бъдещ едновременен владетел на Молдова и Влахия (с отделни владетели до тази дата), издава прокламация, утвърждаваща образуването на румънска нация, налагайки латиницата за гражданска азбука. След 44 дни, на 24 януари 1862 г., държавното събрание на Молдова и Влахия обявява Букурещ за столица на страната. От този ден княжество Молдова престава да съществува. Днешната Република Молдова заема територията на Бесарабия, отделена от Молдовското княжество и присъединена към Руската империя още през 1812 г. Последват няколко въстания, включително и от болярите, но тези протести и въстания са потушени, а болярите загубват самостоятелността си и попадат под западно или руско влияние.